# Anomala trichophora
Anomala trichophora är en skalbaggsart som beskrevs av Ohaus 1925. Anomala trichophora ingår i släktet Anomala och familjen Rutelidae. Inga underarter finns listade i Catalogue of Life.